# 洪耀福
洪耀福（1966年12月18日—），臺灣政治人物；曾任民主進步黨秘書長、新境界文教基金會副董事長。原美麗島系，現為英系成員。

## 年表
- 1988年 520農民運動[4]。
- 1989年 台中縣縣長候選人楊嘉猷助選員。
- 1990年 316學運。
- 1992年5月 加入民進黨。

1. 民進黨中央政策研究中心研究員。
2. 選舉對策委員會（簡稱選對會）副執行長。
3. 組織部專員、組長。
4. 許信良辦公室助理。
5. 美麗島系辦公室組織部主任。

- 1996年7月 民進黨中央黨部組織發展部常務副主任。
- 1998年 新興民族基金會董事。
- 1998年3月～1998年8月 民進黨主席許信良特別助理。
- 1998年8月 許信良辦公室副主任。
- 1999年 許信良競選總統總部組織部主任。
- 2000年7月 民進黨第9屆候補中央執行委員。
- 2001年 民進黨嘉義市長候選人黃正男競選總幹事。
- 3C Home網站總經理。
- 民進黨新動力國會辦公室主任。
- 2001年12月～2006年2月 嘉義縣政府計劃室主任。
- 2002年7月 民進黨第10屆中央執行委員。
- 2006年2月～2008年6月 嘉義縣政府觀光局長。
- 2008年5月28日～2012年 民進黨組織群副秘書長。
- 2008年5月28日～2012年 民進黨組織部主任。
- 2012年～2016年5月24日 民主進步黨副秘書長。
- 2012年8月 再度擔任蔡英文辦公室發言人。
- 2016年5月25日 接替出任國安會秘書長的吳釗燮擔任民進黨秘書長。
- 2018年11月28日 因為2018年縣市長選舉民進黨大敗，辭去民進黨秘書長一職。